# 十大总部
十大总部由河南省的工人总部、农民总部、机关总部等联合成立，河南省军区在其支持下镇压“二七公社”。十大总部被“二七公社”成员称为保守派。